# Mary Pratt (Malerin)
Mary Frances Pratt CC (Geburtsname: West) (* 15. März 1935 in Fredericton, New Brunswick, Kanada; † 14. August 2018) war eine kanadische Malerin, die durch ihre Stillleben bekannt wurde.

## Leben
Mary Pratt war eine der beiden Töchter eines Rechtsanwalts, der in den Jahren 1952 bis 1958 Justizminister der Provinz New Brunswick war. Sie studierte darstellende Künste an der Mount Allison University und schloss 1961 mit dem Bachelor of Fine Arts ab. Während des Studiums lernte sie ihren ersten Mann, den Künstler Christopher Pratt, kennen. Das Paar heiratete 1958 und hatte in den Folgejahren vier Kinder. 1964 zog die Familie nach St. John’s auf der Insel Neufundland. 1967 hatte sie ihre erste Einzelausstellung in der Memorial University Art Gallery in St. John’s. Die Eheleute trennten sich 1990.
Seit den 1980er Jahren schrieb Pratt für kanadische Zeitungen wie The Globe and Mail in Toronto und für kanadische Zeitschriften Essays und Artikel. Ihre Werke wurden in den größeren Galerien Kanadas gezeigt und in Zeitschriften veröffentlicht.
Bis zu ihrem Tod im August 2018 war Pratt mit dem US-amerikanischen Lehrer und Künstler James Rosen verheiratet.

## Auszeichnungen und Ehrungen
- 1996: Companion of the Order of Canada.
- 1997: Molson Prize des Canada Council.
- 2007: Briefmarkensatz der Canada Post: Inlandsporto o,52 can.$ mit dem Motiv Jelly Shelf (1999) und Auslandsporto 1,55 can.$ mit dem Motiv Iceberg in the North Atlantic aus dem Jahre 1991.
- 2013: Mitglied der Royal Canadian Academy of Arts.

## Sammlungen mit Werken der Künstlerin
- National Gallery of Canada, Ottawa
- The Rooms, St John’s, Neufundland
- New Brunswick Museum, St. John, New Brunswick
- Beaverbrook Art Gallery, Fredericton, New Brunswick
- Vancouver Art Gallery, Vancouver, British Columbia
- Art Gallery of Ontario, Toronto, Ontario
- Canada House, London

## Veröffentlichungen
- Mary Pratt: A Personal Calligraphy. Goose Lane, Fredericton, New Brunswick 2000, ISBN 0-86492-316-3.
- Cynthia Berney Wine: Across the Table: An Indulgent Look at Food in Canada. Illustriert von Mary Pratt, Prentice Hall, Scarborough, Kanada 1985, ISBN 0-13-003641-2.